# Pasirbungur (Purwadadi)
Pasirbungur is een bestuurslaag in het regentschap Subang van de provincie West-Java, Indonesië. Pasirbungur telt 7018 inwoners (volkstelling 2010).